# Raffinerie Emsland

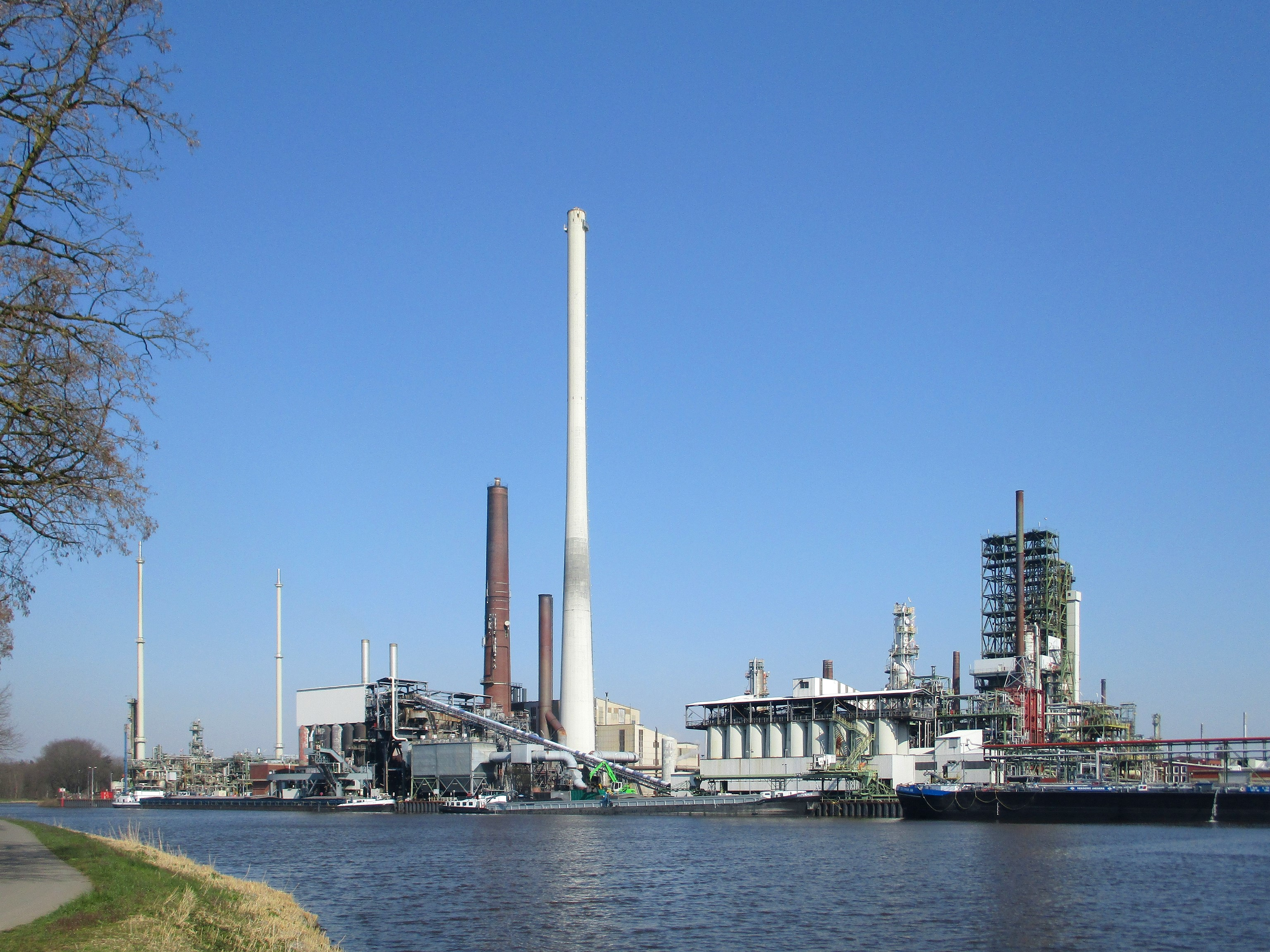
Kraftwerk und Hafen der Raffinerie am Dortmund-Ems-Kanal

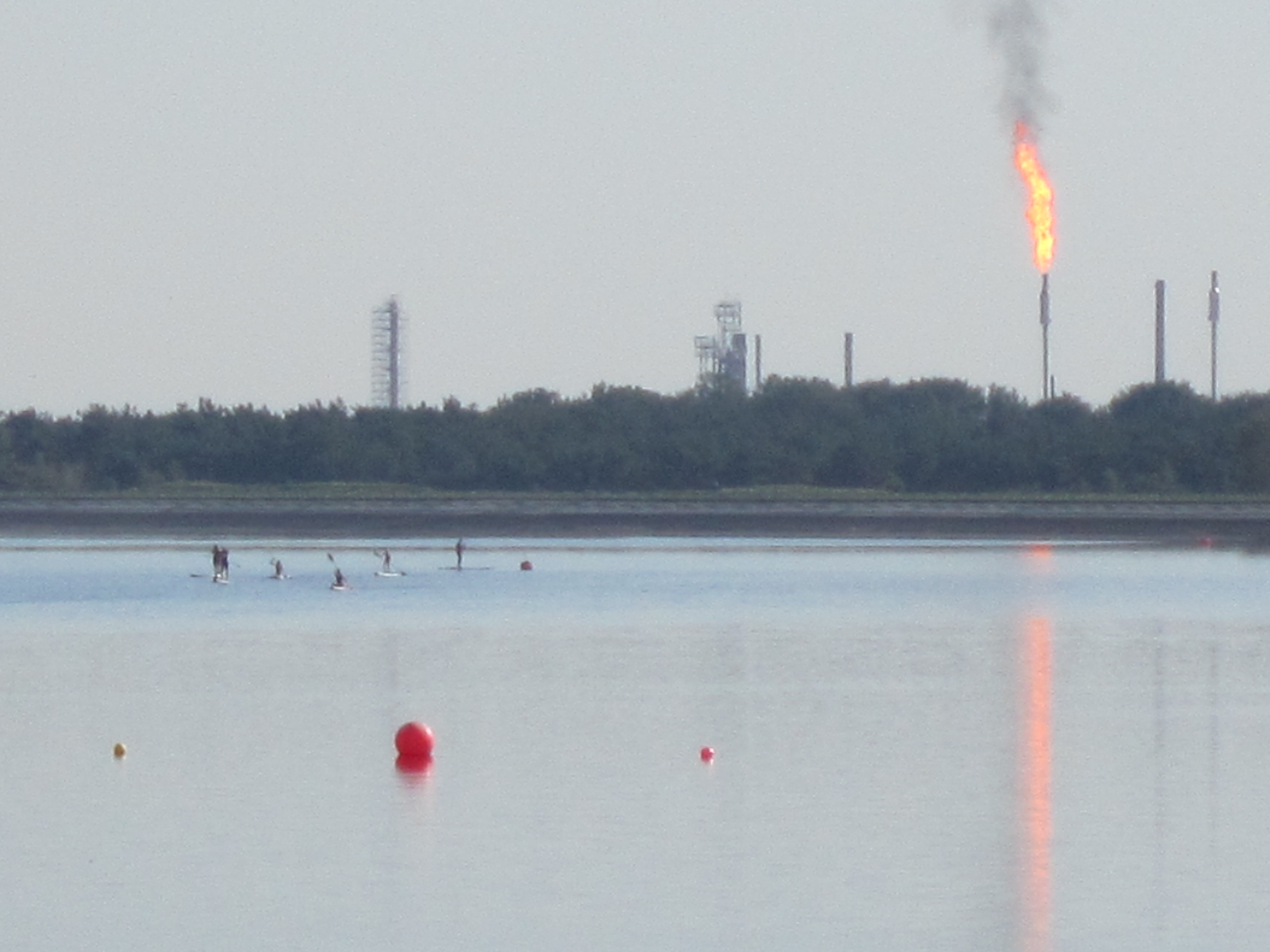
Die Raffinerie vom Nordwestufer des Speicherbeckens Geeste aus gesehen

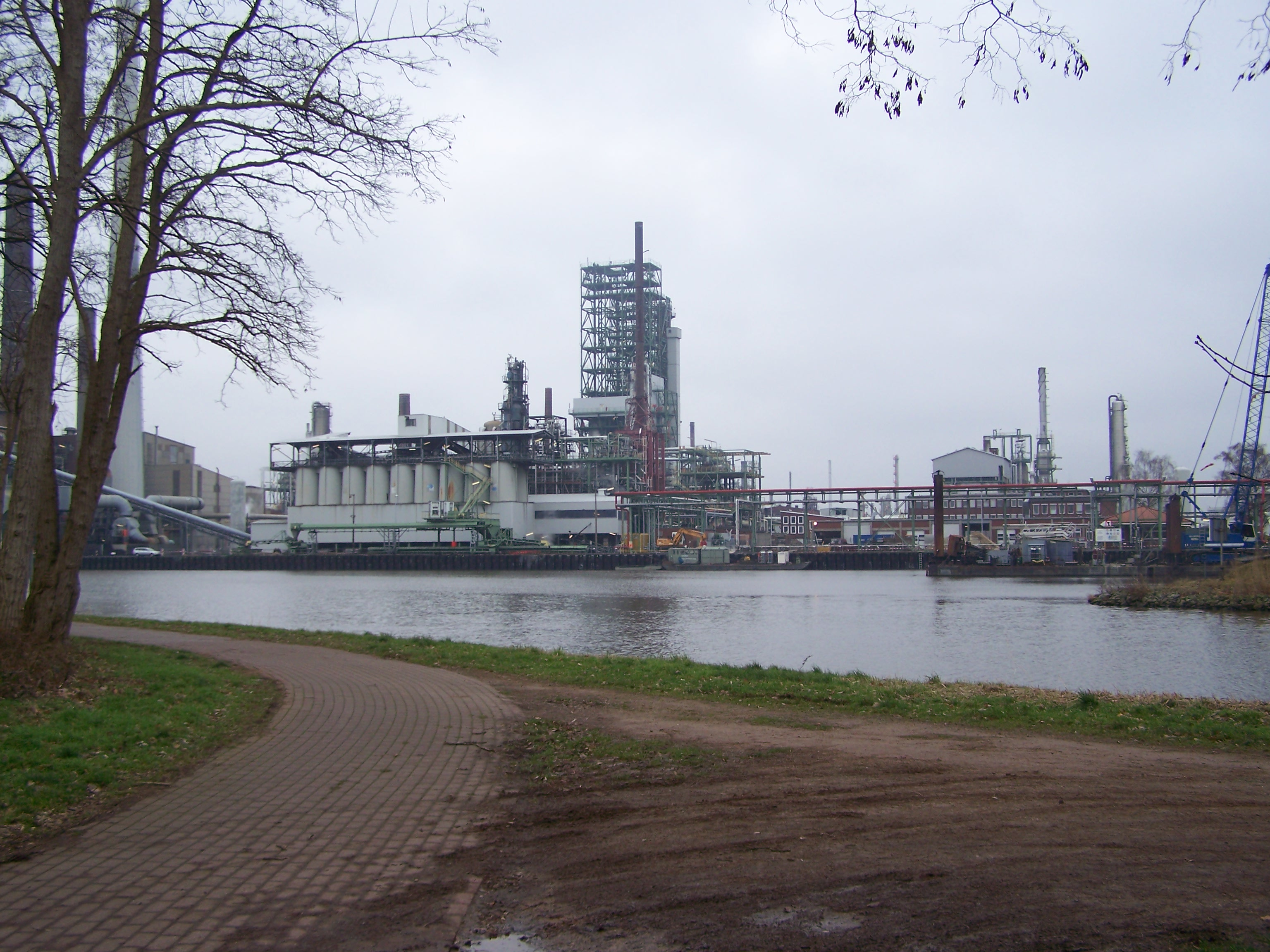
Die Raffinerie vom Dortmund-Ems-Kanal aus gesehen

Die BP Raffinerie Lingen ist eine Kraftstoffraffinerie im niedersächsischen Lingen, im Landkreis Emsland.

## Geschichte

### Gründung der Gewerkschaft Erdöl-Raffinerie Emsland
Die Gründung und der Bau der Raffinerie in Lingen sind stark verbunden mit dem Auffinden der Erdölfelder im Emsland. So wurde 1942 das Erdölfeld Lingen ganz in der Nähe der Raffinerie als erstes Ölfeld des Emslandes erschlossen. 1943 wurden die Ölfelder Emlichheim und Georgsdorf entdeckt, 1947 Adorf sowie 1949 Scheerhorn und Rühle (Ölfeld).
Durch die Beschaffenheit des Emslandrohöles, welches eines der schwersten Rohöle der Welt ist, musste es aufwendig zu Raffinerien in Hannover oder ins Ruhrgebiet gebracht werden. Um das Rohöl flüssig zu halten, muss es am Be- und Entladepunkt erwärmt werden können sowie Lagermöglichkeiten am Verladeort bereitgehalten werden. Dieses machte den Transport außergewöhnlich teuer was die Wirtschaftlichkeit der Ölförderung stark minderte.
Erste Überlegungen der Wintershall und Elwerath nahe den Ölquellen eine Verarbeitungsanlage zu errichten gehen bis in das Jahr 1948 zurück. Infolge des Marshallplanes und des Emslandplanes beschlossen die Firmen Wintershall, Elwerath und Preussag 1949, im Emsland eine Raffinerie zu bauen. 1950 wurde mit dem Bau der Raffinerie in der damals noch selbständigen Gemeinde Holthausen begonnen. Die Preussag trat ihre Anteile bereits 1951 an die Wintershall ab.
Die entstandene Raffinerie firmierte zunächst als GEE – Gewerkschaft Erdöl-Raffinerie Emsland. Mit Gewerkschaft war jedoch nicht die Arbeitnehmervertretung, sondern eine Bergrechtliche Gewerkschaft gemeint, unter der der Betrieb einer Raffinerie damals möglich war. Erst mit dem Ausstieg der Elwerath zum 1. Januar 1969 und Übernahme der Anteile durch die Wintershall wurde am 1. Januar 1970 aus der GEE die ERE –  Erdöl-Raffinerie Emsland.
Im Zusammenhang mit dem Bau der Raffinerie wurden 1952 vom Bundesministerium für Wirtschaft Investitionskredite für die Gewerkschaft Erdöl-Raffinerie Emsland bereitgestellt zum Ankauf von Gasolin-Aktien durch die Wintershall und die Deutsche Erdöl AG. Von hier bezog die Gasolin, neben ihrer eigenen Raffinerie in Dollbergen, einen großen Teil ihrer Treib- und Schmierstoffe.

### Der Bau der Raffinerie
Als Standort wurde ein Sanddünengelände zwischen der Emslandstrecke und dem Dortmund-Ems-Kanal in der Gemeinde Holthausen ausgewählt. Während der Planung der Raffinerie wurde schnell klar, dass für die geschätzten 76 % Rückstand in Form von schwerem Heizöl aus der Rohöldestillation kein Abnehmer zu finden war. Der Markt für Schweröl wurde damals noch größtenteils von der heimischen Steinkohle, in Lingen vor allem durch das Bergwerk Ibbenbüren gedeckt. Der angedachte Bau eines Hydrierwerks zum Umwandeln der Rückstände wurde wegen des benötigten Wasserstoffes bald fallen gelassen.
Um diesen Umstand zu beseitigen und um den Anteil der Ausbeute an Benzin zu steigern, wurden in der Erdöl-Raffinerie Emsland erstmals ein thermischer und ein katalytischer Cracker – in einer Raffinerie gekoppelt – errichtet.
Die katalytische Crackung übernahm ein Houdryturm, der nach dem Verfahren des Chemikers Eugene Houdry arbeitete. Dieser Cracker war über einhundert Meter hoch; er war eine Landmarke und ein Wahrzeichen der Raffinerie und des südlichen Emslandes. Als thermischer Cracker wurde der erste Koker in der Bundesrepublik Deutschland errichtet, der nach dem Verfahren des Delayed Koker arbeitet.
Auch der Bau eines Raffinerie-Kraftwerkes zur eigenen Strom- und Dampfversorgung war wegen der schlechten Infrastruktur des Emslandes nötig.
Als einer der ersten Abteilungen wurde die Werkbahn schon während des Baus gegründet. Sie war notwendig, um Materialien, die per Bahn ankamen, zum Magazin zu bringen. Die Lokführer wurden größtenteils von der Kleinbahn Lingen–Berge–Quakenbrück übernommen, die zum selben Zeitpunkt stillgelegt wurde. Andere Fachkräfte wurden vom Ausbesserungswerk Lingen übernommen.

### Inbetriebnahme und Erweiterung
1953 wurde die Raffinerie fertiggestellt und umfasste eine Destillation, eine katalytische Krackanlage, einen Koker, Raffination und Gasnachverarbeitung. Der Durchsatz betrug zunächst 550.000 t/a. Das Rohöl wurde ausschließlich von den nahen Feldern im Emsland sowie teilweise aus fernen Feldern per Kesselwagen bezogen.
Ein erster Reformer wurde 1956 in Betrieb genommen, um die Oktanzahl des Benzins zu erhöhen.
Mit dem Bau einer Vakuumdestillation konnten 1958 die Cracker entlastet werden und der Rohöleinsatz auf 1 Mio. Tonnen erhöht werden.
1959 wurde ein zweiter Verarbeitungsbetrieb für ausländisches Rohöl mit einer Kapazität von anfangs 1,5 Millionen Tonnen in Betrieb genommen. Aufgrund von Zollbeschränkungen musste bis 1964 die Verarbeitung des ausländischen Rohöles strikt vom deutschen Rohöl getrennt werden. Gleichzeitig wurde die NWO-Pipeline an die Raffinerie angeschlossen.
Da der Durchsatz von deutschem Rohöl weiter zunahm, wurde 1962 der Betrieb 1, der das deutsche Rohöl verarbeitete, erweitert. Es wurde eine zusätzliche Rohöldestillation sowie auch ein weiterer Koker errichtet. Auch der Houdryturm als Katalytischer Cracker wurde im Durchsatz erweitert.
Im Jahr 1967 begann man durch den Umbau des Reformers 1 mit der Benzolproduktion und 1970 mit Errichtung der N-Paraffinanlage mit der Petrochemieproduktherstellung. Eine Kalzinierung zur Weiterverarbeitung des Petrolkokses aus den Kokern wurde 1971 errichtet. 1970 wurde Wintershall alleiniger Gesellschafter. Durch Blitzeinschläge in eine der zuführenden 100-kV-Hochspannungsleitungen der VEW, am 15. und 24. September 1999 sowie am 9. Mai 2000, kam es durch Stromausfall zu mehreren Anlagenausfällen in der Raffinerie. Als Maßnahme wurden die Isolatoren an den Leitungen gegen Blitzschlagsichere ausgetauscht.
Seit 2002 wird die Raffinerie von der Deutschen BP betrieben, die seit 2010 unter „BP Europa SE“ firmiert.
Von August 2006 bis Oktober 2006 fand zum ersten Mal in der Geschichte der Raffinerie eine sogenannte Gesamtrevision statt. Im Zuge dieser wurden alle Anlagen heruntergefahren. Danach wurden über 650 Wärmetauscher und über 1000 Druckbehälter ausgebaut und vom TÜV geprüft. Nach erfolgter Prüfung und Wiedereinbau der Objekte nahm die Raffinerie Anfang Oktober 2006 ihren Betrieb wieder auf. Während dieses Gesamtstillstandes waren zeitweise über 3200 Menschen in der Raffinerie tätig. Die Kosten dieser Aktion beliefen sich auf über 90 Millionen Euro. Im Herbst 2011 fand erneut eine Großrevision statt, bei der 70 Prozent der Anlage heruntergefahren und von rund 600 eigenen und bis zu 2500 fremden Mitarbeitern gewartet werden.
2015 wurde eine neue Zentrale Messwarte auf dem Gelände eingeweiht. Die neue Messwarte ersetzte mehrere Vorgänger aus den 1960er Jahren.

## Rohstoffeinsatz und Transport

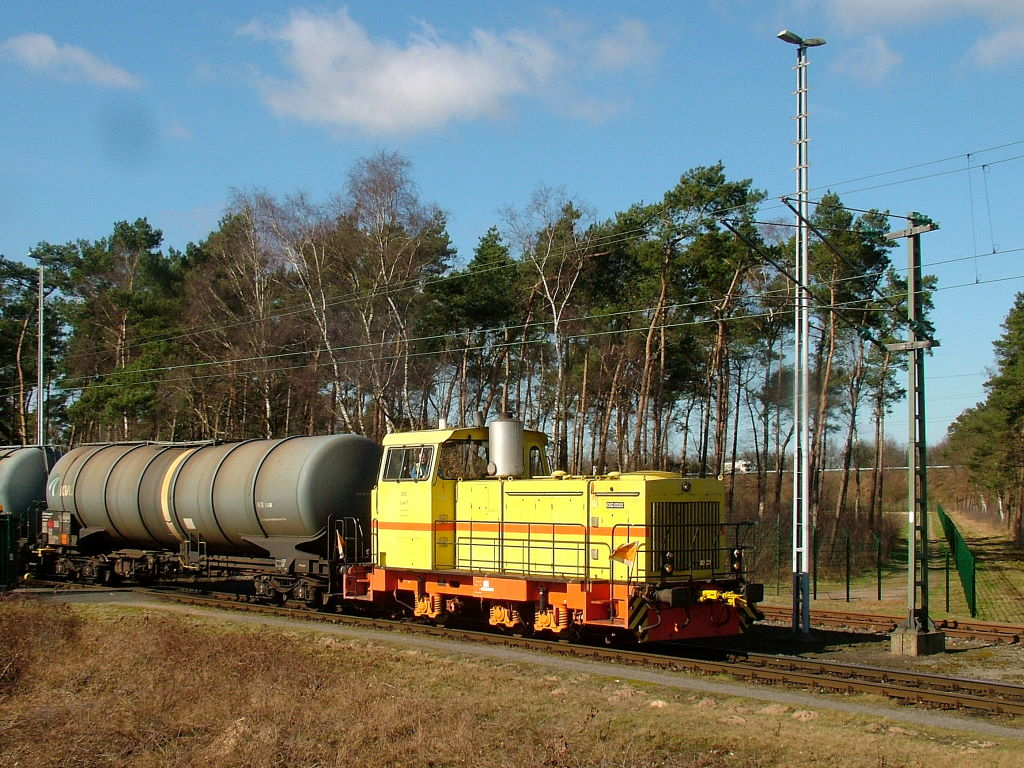
Werkbahn der Raffinerie

Die Raffinerie verarbeitet 5,1 Mio. t Rohstoffe pro Jahr, wovon 4,5 Mio. t Rohöl sind (1 Mio. t deutsches, 3,5 Mio. t ausländisches). Außerdem werden 0,6 Mio. t Feedstock in der Produktion eingesetzt. Aus dem Rohöl und dem Feedstock werden 4,9 Mio. t Produkte hergestellt.
Der Großteil wird per Pipeline durch die Nord-West Oelleitung und kleinere Ölpipelines direkt von nahen Erdölfeldern angeliefert. Weitere Teile des Erdöls aus dem Inland erreicht die Raffinerie in Zügen auf der eigenen Werksbahn.
Die Produktabfuhr erfolgt zu etwa 39 % über die Straße, zu etwa 38 % über einen eigenen Hafen am Dortmund-Ems-Kanal, zu etwa 21 % per Bahn und zu 2 % per Produktpipeline.

### Werkbahn
Mit der Werkbahn hat die Raffinerie im Bahnhof Holthausen (Ems) einen Anschluss an die Bahnstrecke Rheine–Norddeich Mole. Der Bahnhof wird für den Empfang von Rohöl und für den Versand der Produkte genutzt. Dabei ist der Bahnhof Holthausen nur in Fahrtrichtung Lingen an die Streckengleise angebunden, Züge von und nach Norden müssen jeweils bis zum Bahnhof Lingen fahren und dort die Richtung ändern. Die Werkbahn übernimmt im Bahnhof Holthausen die von verschiedenen Bahnunternehmen bereitgestellten Züge zur Be- oder Entladung und stellt dort die beladenen Züge für den Transport bereit.
In der Bauzeit wurde eine Kleinlokomotive der Firma Jung genutzt; mit der Betriebsaufnahme der Raffinerie übernahmen zwei Dampfspeicherlokomotiven von Henschel & Sohn den Betrieb. 1956 kam eine weitere Diesellokomotive von KHD hinzu. KHD lieferte in den 1960er Jahren auch zwei stärkere Diesellokomotiven. Die drei im Jahr 2024 im Einsatz befindlichen Lokomotiven wurden vom Unternehmen Gmeinder gebaut. Dieses stellte 2009 auch leihweise eine Lokomotive bis zur Ablieferung der neugebauten Lok 8. Alle Lokomotiven sind mit Explosionsschutzeinrichtungen ausgestattet.
| Nummer    | Typ                   | Baujahr | Fabriknummer | Einsatz von | Einsatz bis | Verbleib                                     |
| --------- | --------------------- | ------- | ------------ | ----------- | ----------- | -------------------------------------------- |
| -         | Jung ZN 233           | 1951    | 11512        | 1951        | 19xx        | Verbleib unbekannt                           |
| 2         | Henschel Bfl 12 / 2,5 | 1953    | 25460        | 1953        | ca. 1990    | Museumsbahn Friesoythe–Cloppenburg           |
| 3         | Henschel Bfl 12 / 2,5 | 1953    | 25461        | 1953        | 1979        | Heimatmuseum Unser Fritz, Herne              |
| 4         | KHD A8M 517 R         | 1956    | 56203        | 1956        | 1966        | Denkmal in Kottenheim                        |
| 5         | KHD MS 320C           | 1960    | 57145        | 1960        | 2009        | Eisenbahnfreunde Hasetal                     |
| 6         | KHD MG 430C           | 1965    | 57854        | 1965        |             | Verbleib unbekannt                           |
| 7         | Gmeinder D 60 C       | 1986    | 5668         | 1986        |             | im Einsatz                                   |
| 8         | Gmeinder D 60 C       | 2010    | 5763         | 2010        |             | im Einsatz                                   |
| 9         | Gmeinder D 25 B       | 2005    | 5748         | 2019        |             | im Einsatz                                   |
| (Leihlok) | Henschel DHG 700 C    | 1980    | 32515        | 2009        | 2010        | Fernleitungs-Betriebsgesellschaft, Kehl-Kork |

## Produkte
Es werden in der Raffinerie typische Produkte hergestellt wie:
- Propan, Butan
- Benzin
- Kerosin (Jet A1)
- Diesel
- Heizöle (EL)
- Kalzinat

Zudem werden petrochemische Stoffe gewonnen wie:
- Cyclohexan[19]
- n-Paraffine (~C10-C13, aus Kerosin extrahiert)
- Benzol
- TX

## Mitarbeiter
Insgesamt beschäftigt die Erdöl-Raffinerie Emsland 750 Mitarbeiter, davon sind etwa 70 Auszubildende.

## Vorfälle
Am Abend des 28. März 2011 kam es gegen 23 Uhr zu mehreren Verpuffungen beim Beladen des Tankschiffes Alpsray mit Superbenzin im Hafen der Raffinerie, bei dem sich große Mengen des Benzins entzündeten. Die Ursache des Feuers lag in einer Entlüftungseinrichtung des Schiffes und nicht im Verantwortungsbereich der Raffinerie, wie in einer gerichtlichen Untersuchung festgestellt wurde Der Einsatz der Werkfeuerwehr und der Freiwilligen Feuerwehren dauerte bis zum nächsten Tag; insgesamt waren rund 250 Kräfte von Feuerwehr, Rettungsdienst, THW, Polizei und Behörden des Landkreises Emsland mit 39 Fahrzeugen und zwei Booten im Einsatz. Während des Löscheinsatzes verbrauchte die Feuerwehr rund 230 m³ Schaummittel. Im Verlauf der nächsten Tage führte dieser umfangreiche Löschschaumeinsatz zu einem Fischsterben im Dortmund-Ems-Kanal.
Während der Arbeiten innerhalb der Großrevision 2011 kam es am 4. Oktober 2011 zu einem Vorfall in der Raffinerie. Gegen 7:15 Uhr morgens brach ein Brand in der Rohöldestillation 1 aus. Die Werkfeuerwehr der Raffinerie konnte den Brand nach 20 Minuten löschen. Zwei Personen wurden verletzt.